# Wellington Council
Wellington Council is een Local Government Area (LGA) in de Australische deelstaat New South Wales. Wellington Council telt 8.599 inwoners. De hoofdplaats is Wellington .